# Capturing the Friedmans
Capturing the Friedmans is een Amerikaanse documentaire uit 2003 van regisseur Andrew Jarecki. Het gaat over een familie waarvan de vader en een van de zonen beschuldigd worden van kindermisbruik. Een groot deel van de film wordt verzorgd door zelfgemaakt filmmateriaal van de zonen zelf dat ze maakten met een goedkope camera. De beelden die ze maakten bevatten materiaal voor en na de rechtszaak, en bevat verhitte discussies in het huis van de familie.